# Монданига-Вјола (Равена)
Монданига-Вјола је насеље у Италији у округу Равена, региону Емилија-Ромања.
Према процени из 2011. у насељу је живело 130 становника. Насеље се налази на надморској висини од 8 м.